# سيسيل أوبري
سيسيل أوبري (بالفرنسية: Cécile Aubry)‏ كاتبة وممثلة ومخرجة فرنسية، من مواليد باريس يوم 3 أغسطس عام 1928م.

## المشوار الفني
بدأت مشوارها الفني كراقصة في العشرين من عمرها، ثم وقعّت عقدها مع شركة تونتيث سينتشوري فوكس، لتقدم دروها في فيلم مانون (بالفرنسية: Manon)‏ عام 1949، والذي فازت عنه بجائزة الأسد الذهبي في مهرجان فينيسيا للفيلم ، تولت بعده دور البطولة في فيلم (الزهرة السوداء) عام 1950، مع الممثل الكبير أورسون ويلز.

## قائمة أعمالها

### أفلام
| عنوان الفيلم   | العنوان الأصلي       | سنة الإنتاج | المخرج                  | الدور     |
| -------------- | -------------------- | ----------- | ----------------------- | --------- |
| ليلة في تبارين | une nuit à tabarin   | 1947        | كارل لاماك              | -         |
| مانون          | Manon                | 1949        | هنري جورج كلوزوت        | -         |
| الزهرة السوداء | La Rose Noire        | 1950        | هنري هاثواي             | مريم      |
| لحية زرقاء     | Barbe Bleue          | 1951        | كريستين جاك             | آلين      |
| سقوط من السماء | Puovito Dal Cielo    | 1953        | ليوناردو دو ميتري       | -         |
| مرحبا بالحظ    | La ironia del dinero | 1959        | إديجر نيبيه وجاي ليفرنك | الأمريكية |

## وفاتها
توفيت سيسيل بفرنسا، يوم 19 يوليو من عام 2010 بسبب سرطان الرئة، عن عمر يناهز 81 عامًا.

## روابط خارجية
- سيسيل أوبري على موقع IMDb (الإنجليزية)
- سيسيل أوبري على موقع روتن توميتوز (الإنجليزية)
- سيسيل أوبري على موقع مونزينجر (الألمانية)
- سيسيل أوبري على موقع ألو سيني (الفرنسية)
- سيسيل أوبري على موقع ميوزك برينز (الإنجليزية)
- سيسيل أوبري على موقع أول موفي (الإنجليزية)
- سيسيل أوبري على موقع قاعدة بيانات الأفلام السويدية (السويدية)
- سيسيل أوبري على موقع أول ميوزيك (الإنجليزية)
- سيسيل أوبري على موقع ديسكوغز (الإنجليزية)
- سيسيل أوبري على موقع قاعدة بيانات الفيلم (الإنجليزية)